# باول إدواردز (سياسي)
باول إدواردز هو سياسي كندي، ولد في 21 فبراير 1961 في كينغستون في كندا. حزبياً، نشط في Manitoba Liberal Party ‏.